# Horror w Wesołych Bagniskach
Horror w Wesołych Bagniskach – polska komedia, dramat obyczajowy z 1995 roku, powstały na podstawie powieści Michała Choromańskiego pt. Skandal w Wesołych Bagniskach.

## Główne role
- Nina Andrycz – Róża
- Joanna Szczepkowska – Agnieszka, córka Róży
- Jan Frycz – Jerzy Wawicki
- Krzysztof Kowalewski – Apolinary, zięć Róży
- Krystyna Feldman – służąca Józefa
- Roman Kłosowski – ksiądz proboszcz
- Alosza Awdiejew – komisarz
- Grzegorz Damięcki – Włodek, siostrzeniec proboszcza
- Andrzej Szenajch – stangret Walenty